# LMAN2
LMAN2‏ (Lectin, mannose binding 2) هوَ بروتين يُشَفر بواسطة جين LMAN2 في الإنسان.